# Paul Engemann
Paul Engemann est un musicien américain principalement connu pour le titre Scarface (Push It to the Limit) présent sur la bande-originale du film Scarface de Brian De Palma.